# 嶋矢貴之
嶋矢 貴之（しまや たかゆき、1974年 - ）は、日本の法学者。専門は刑事法。神戸大学大学院法学研究科教授。国際的な汚職の規制や共同正犯論について主に研究している。愛媛県松山市出身。

## 略歴
- 1974年 - 愛媛県松山市に生まれる
- 1993年 - 愛光高校卒業
- 1999年 - 東京大学法学部卒業
- 2002年 - 東京大学修士（法学）
- その後、東京大学大学院法学政治学研究科博士課程、神戸大学大学院法学研究科助手を経て
- 2004年 - 神戸大学大学院法学研究科助教授（2007年、同准教授）｡
- 2015年 - 教授
- 2025年 - 神戸大学大学院法学研究科実務法律専攻長（法科大学院長）

## 主な研究業績
- 「事後強盗罪における窃盗の機会継続性」（ジュリスト1247号166頁）
- 「過失犯の共同正犯論（1）（2･完）－共同正犯論序説－」（法学協会雑誌121巻1号77頁･10号1657頁）
- 「国際的な汚職の規制（1）」（神戸法学雑誌54巻4号235頁）
- 「賄賂罪」（法学教室306号55頁）